# Ан Парийо
Ан Парийо̀ (на френски: Anne Parillaud) е френска киноактриса. Родена е на 6 май 1960 г. в Париж, Франция. 

## Биография

### Кариера
Преди да се снима в киното се занимава с балет, а мечтата ѝ винаги е била да учи право. Дебютира случайно във филмовото изкуство на седемнадесетгодишна възраст с второстепенна роля през 1977 г. във филма „Un amour de sable“ на режисьора Кристиан Лара. Следват два филма също с второстепенни роли. В четвъртия си филм през 1980 г. изиграва първата си главна роля (на Патрисия) в едноименния филм „Патрисия“ на немския режисьор от чешки произход Хуберт Франк. След този филм Ан вече е придобила популярност. Снима се в още два филма с главни роли през същата 1980 г., и на следващата 1981 г. е поканена за участие в главната женска роля (на Шарлот) от голямата звезда на френското кино по това време Ален Делон за режисьорския му дебют във филма „За кожата на едно ченге“, на който Делон също е сценарист и изпълнител на главната мъжка роля. През 1983 г. играят отново заедно главните роли с Делон за втори и последен път във филма „Неукротимият“. Първият от следващите три най-популярни филми на Ан Парийо е „Никита“ (1990) на френския режисьор Люк Бесон. Успехът на този филм е донесъл най-голяма известност на актрисата и е своеобразен връх в нейната кариера. Вторият е „Желязната маска“ (1998) на американския режисьор Рандъл Уалас. В него партнира на Леонардо ди Каприо, като изиграва ролята на френската кралица майка Ан. Третият филм е „Гангстери“ (2002) на френския режисьор Оливие Маршал. В него партнира на френския киноартист Ришар Анконина и изиграва главната женска роля на Нина Делгадо. Парийо смята за свое най-голямо постижение филма „Гангстери“.

### Семеен живот
Ан Парийо е известна със своите любовни авантюри. Когато е само на 20 години преживява първия си любовен роман с Ален Делон. Самият Делон започва да се хвали с любовните подвизи на Ан сред приятели. Тя не издържа на това отношение към нея от Ален, а и голямата възрастова разлика също я отблъсква (Делон е по-голям от нея с 25 години). След двегодишна връзка те се разделят. Следва бурна връзка с Люк Бесон. За нея той изглежда много по-земен от Делон, а Люк от своя страна я обожествява във филмовия хит „Никита“. Но характерите на Ан и Люк не си допадат, често се карат. Разделят се, а от съвместния им живот имат дъщеря Жулиет, родена през 1987 г. След раздялата си с Люк, Ан изпада в депресия и дори иска да се скрие в манастир, но съдбата я среща с френския композитор и музикант Жан Мишел Жар. Ан е очарована от характера му. Те се запознават през юли 2004 г., а на 12 май 2005 г. сключват брак с подобаваща сватба.

## Филмография
- 1. Un amour de sable (1977), второстепенна роля
- 2. L' Hôtel de la plage (1978), в ролята на Естел
- 3. E'coute voir... (1979), в ролята на Клое Мун
- 4. Патрисия (1980), в ролята на Патрисия Кук
- 5. Le Temps d'une Miss (1980), в ролята на Вероник Сандрен
- 6. Момичета (1980), в ролята на Катрин Флавен
- 7. За кожата на едно ченге (1981), в ролята на Шарлот
- 8. Победителят (Ледът) (1983), в ролята на Натали
- 9. L' Intoxe (1983), в ролята на Софи
- 10. À nous les beaux dimanches (1986), в ролята на Одет Моро
- 11. „Nessuno torna in dietro“ (1987), в ролята на Изабел
- 12. Juillet en septembre (1988), в ролята на Мари
- 13. Che ora è? (1989), в ролята на Лоредана
- 14. „Никита“ (1990), в ролята на Никита
- 15. Innocent Blood (1992), в ролята на Мари
- 16. Map of the Human Heart (1993), в ролята на Албертен
- 17. À la folie (1994), в ролята на Алис
- 18. Frankie Starlight (1995), в ролята на Бернадет
- 19. Dead Girl (1996), в ролята на Хелън Катрин Хоу
- 20. Passage à l'acte (1996), в ролята на Изабел
- 21. „Желязната маска“ (1998), в ролята на кралицата майка Ан
- 22. Shattered Image (1998), в ролята на Джеси Маркъм
- 23. Една за всички (1999), в ролята на Олга Дюкло
- 24. Гангстери (2002), в ролята на Нина Делгадо
- 25. Sex Is Comedy (2002), в ролята на Жан
- 26. Deadlines (2004), в ролята на Джулия Мълър
- 27. Promised Land (2004/II), в ролята на Ан
- 28. Tout pour plaire (2005), в ролята на Флоранс
- 29. Demandez la permission aux enfants (2007), в ролята на Ана
- 30. Une vieille maitresse (2007)

## Награди
- Сезар за най-добра актриса в „Никита“ (1991)
- Давид за най-добра актриса в „Никита“ (1991)
- Специална награда на Международния филмов фестивал в Токио за „Map of the Human Heart“ (1993)
- Награда за най-добра актриса на Парижкия филмов фестивал за „Deadlines“ (2004)